# Niederbergkirchen
Niederbergkirchen là một đô thị thuộc huyện Mühldorf bang Bayern nước Đức